# اتفاقية الإبادة الجماعية
اتفاقية منع ومعاقبة جريمة الإبادة الجماعية هي معاهدة دولية تجرم الإبادة الجماعية وتلزم الدول الأعضاء بفرض حظرها. كان أول أداة قانونية لتدوين الإبادة الجماعية كجريمة، وأول معاهدة لحقوق الإنسان اعتمدتها بالإجماع الجمعية العامة للأمم المتحدة، في 9 ديسمبر 1948، خلال الدورة الثالثة للجمعية ضمن قرار الجمعية العامة رقم 260. دخلت الاتفاقية حيز التنفيذ في 12 يناير 1951، وصادق عليها 152 دولة عضوة في الأمم المتحدة (مايو 2021).
تعرف الإبادة الجماعية من الناحية القانونية تتويجا لسنوات من الحملات التي كتبها المحامي رافائيل ليمكين. تنصح جميع البلدان المشاركة منع ومعاقبة أفعال الإبادة الجماعية في الحرب وفي السلم.

## تعريف الإبادة الجماعية
تعرف المادة 2 من اتفاقية الإبادة الجماعية:
1. قتل أعضاء من الجماعة.
2. إلحاق ضرر جسدي أو عقلي جسيم لأعضاء الجماعة.
3. إخضاع عمدا، لظروف معيشية يراد بها تدميرها المادي كليا أو جزئيا.
4. فرض تدابير تستهدف الحؤول دون إنجاب الأطفال داخل الجماعة.
5. نقل الأطفال بالقوة من مجموعة إلى مجموعة أخرى.

تعرف المادة 3 الجرائم التي يمكن أن يعاقب عليها:
1. الإبادة الجماعية.
2. التآمر على ارتكاب الإبادة الجماعية.
3. التحريض المباشر والعلني على ارتكاب الإبادة الجماعية.
4. محاولة ارتكاب الإبادة الجماعية.
5. الاشتراك في الإبادة الجماعية.

## الخلفية
تم تمرير الاتفاقية لحظر إجراءات مماثلة لمذابح الأرمن المزعومه علي الدولة العثمانية خلال الحرب العالمية الأولى والهولوكوست من قبل ألمانيا النازية خلال الحرب العالمية الثانية. أول مشروع يشمل الاغتيالات السياسية ولكن الاتحاد السوفيتي سوف يقف جنبا إلى جنب مع بعض الدول الأخرى التي لم تقبل بالإجراءات ضد الجماعات التي تم تحديدها كما الآراء السياسية أو الوضع الاجتماعي المماثل في الشأن للإبادة الجماعية حتى أزيلت هذه الشروط لاحقا حسب التسوية السياسية الدبلوماسية.

## الأعضاء

### التحفظات
الدول الست عشرة التي اشترطت للتصديق أو الانضمام أو الخلافة لاتفاقية واحدة أو أكثر لتحفظات أو تفاهمات التي تتطلب صراحة موافقة منح الأمة حق محاكمة مواطنيها أمام محكمة دولية لجريمة الإبادة الجماعية.
الدول التي أكدت هذه التحفظات هي:
- البحرين
- بنغلاديش
- الصين
- الهند
- ماليزيا: (تحفظ تعارضه هولندا والمملكة المتحدة)
- المغرب
- ميانمار
- الفلبين: (تحفظ تعارضه النرويج)
- رواندا: (تحفظ تعارضه المملكة المتحدة)
- سنغافورة: (تحفظ تعارضه هولندا والمملكة المتحدة)
- الإمارات
- الولايات المتحدة: (تحفظ تعارضه الدنمارك واستونيا وفنلندا واليونان وايرلندا وإيطاليا والمكسيك وهولندا والنرويج واسبانيا والسويد والمملكة المتحدة)
- فنزويلا
- فيتنام: (تحفظ تعارضه المملكة المتحدة)
- اليمن: (تحفظ تعارضه المملكة المتحدة)
- يوغوسلافيا: (الآن صربيا والجبل الأسود)

#### تطبيق للأقاليم غير ذاتية الحكم
عدة دول عارضت هذه المادة معتبرة أن الاتفاقية ينبغي أن تنطبق على الأقاليم غير ذاتية الحكم:
- ألبانيا.
- بيلاروسيا.
- بلغاريا.
- المجر.
- منغوليا.
- ميانمار.
- بولندا.
- رومانيا.
- روسيا.
- أوكرانيا.

وعارضت دول معارضة تلك الدول بدورها:
- أستراليا.
- بلجيكا.
- البرازيل.
- الإكوادور.
- الصين.
- هولندا.
- سريلانكا.
- المملكة المتحدة.

## مخالفات

### العراق
وبعد الحملة ضد الأسلحة الكيميائية والقتل الجماعي للأكراد في شمال العراق، قُدم مشروع قانون إلى مجلس النواب الأمريكي في عام 1988 في قانون منع الإبادة الجماعية. وقد رفض مشروع القانون بسبب مزاعم «بتعبيرات غير لائقة» مثل «الإبادة الجماعية». يعتبر العلماء المعاصرون والمنظمات الدولية حملة الأنفال بعد الحرب الإيرانية العراقية إبادة جماعية أودت بحياة عشرات الآلاف من الأكراد. واتُهم صدام حسين بارتكاب جريمة الإبادة الجماعية، على الرغم من إعدامه قبل عودته. وقد اتُهم حلفاء حسين، مثل «علي الكيميائي» وغيرهم، على نطاق واسع بارتكاب الإبادة الجماعية، وذُكر على نطاق واسع أن هذه الأحداث هي واحدة من أكثر الفظائع المرتبطة بنظام صدام حسين ارتباطاً وثيقاً.

### رواندا
المرة الأولى التي تم تطبيق فيها قانون 1948 وقعت في 2 سبتمبر 1998 عندما وجدت المحكمة الجنائية الدولية لرواندا جان بول أكايسو العمدة السابق لمدينة صغيرة في رواندا مذنب بارتكاب تسع جرائم إبادة جماعية. كان المدعي العام الرئيسي في هذه الحالة بيير ريتشارد بروسبر. بعد يومين أصبح جان كامباندا أول رئيس حكومة يدان بالإبادة الجماعية.

### يوغوسلافيا
صربيا الدولة الأولى التي انتهكت اتفاقية منع جريمة الإبادة الجماعية. في حالة البوسنة والهرسك ضد صربيا والجبل الأسود قدمت محكمة العدل الدولية حكمها في 26 فبراير 2007. تورط صربيا بشكل مباشر في الإبادة الجماعية خلال حرب البوسنة ولكنه استبعد أن صربيا لم تنتهك القانون الدولي بتقاعسها لمنع إبادة سربرنيتسا الجماعية عام 1995 وفشله في محاولة أو نقل الأشخاص المتهمين بارتكاب الإبادة الجماعية إلى المحكمة الجنائية الدولية من أجل الامتثال لالتزاماتها بموجب المادتين الأولى والسادسة من اتفاقية الإبادة الجماعية ولا سيما فيما يتعلق الجنرال راتكو ملاديتش.

## اتهامات

### الولايات المتحدة
أحد الاتهامات الأولى عن الإبادة الجماعية التي قدمت إلى الأمم المتحدة بعد أن دخلت الاتفاقية حيز النفاذ التعامل مع السود في الولايات المتحدة. صاغ مؤتمر الحقوق المدنية عريضة تحتوي 237 صفحة تفيد من بين أمور أخرى أن «الإعدام خارج نطاق القانون وغيره من أشكال الاعتداء على حياة ومعيشة الأميركيين الأفارقة من1945 إلى 1951 خاصة الهجمات المسعورة على الجنود الحرب الأمريكيين السود العائدين من الحرب بلغ حد ابادة جماعية.» قدم النشطاء السود ويليام باترسون وبول روبسون ودو بويز هذه العريضة إلى الأمم المتحدة في ديسمبر 1951. رافائيل ليمكين منشئ تعبير الإبادة الجماعية «جادل بشدة أن أحكام اتفاقية منع جريمة الإبادة الجماعية لا تحمل أي علاقة لحكومة الولايات المتحدة أو موقفها وجها لوجه مع المواطنين السود».

### ميانمار
اتُهمت ميانمار بارتكاب إبادة جماعية ضد مجتمع الروهينجا في ولاية راخين الشمالية بعد أن فر حوالي 800.000 من الروهينغا تحت تهديد السلاح إلى بنغلاديش المجاورة في عامي 2016 و 2017، بينما حُرقت قراهم الأصلية بشكل منهجي. أصدرت محكمة العدل الدولية أول تعميم لها في 2018 يطلب من ميانمار حماية الروهينجا من الإبادة الجماعية.

### إسرائيل
في ديسمبر 2023، اتهمت جنوب أفريقيا إسرائيل رسميًا بانتهاك اتفاقية الإبادة الجماعية، ورفعت جنوب أفريقيا قضية ضد إسرائيل في محكمة العدل الدولية، وذلك بسبب جرائم الحرب الإسرائيلية خلال الحرب الفلسطينية الإسرائيلية 2023. بالإضافة إلى بدء عملية التقاضي بتاريخ 11 يناير 2024، طلبت جنوب أفريقيا أيضًا من محكمة العدل الدولية أن تطالب إسرائيل بوقف عملياتها العسكرية في قطاع غزة كإجراء مؤقت.